# 오구라 컬렉션
오구라 컬렉션(Ogura collection)은 일본인 오구라 다케노스케(小倉武之助, 1870-1964)가 일제강점기 때에 한반도 전역에서 갈취한 유물 1100여 점의 총칭이다. 갈취한 유물 중 신라금동관모 등 39점은 일본의 국가문화재로 지정될 정도로 가치가 높다. 1965년 한일기본조약 체결 당시 대한민국에서는 오구라 컬렉션을 반환할 것을 강력히 요구하였으나 일본 정부는 정부가 아닌 민간소장품이라는 사유로 거부하여 반환이 이뤄지지 않았다.

## 참고 문헌
- 국외소재문화재재단 (2014). 《오구라 컬렉션: 일본에 있는 우리 문화재》. 서울: 사회평론아카데미. ISBN 9791185617442.